# NGC 6391
NGC 6391 (również PGC 60358) – galaktyka eliptyczna (E-S0), znajdująca się w gwiazdozbiorze Smoka. Odkrył ją Lewis A. Swift 1 września 1886 roku.